# Dolores O'Riordan
Dolores Mary Eileen O'Riordan (Ballybricken, Irska, 6. rujna 1971. – London, 15. siječnja 2018.), irska glazbenica i kantautorica. Rodila se kao najmlađa od sedmero (sestra i petero braće) djece (još dvoje je umrlo pri porodu). Otac Terrance je radio kao radnik na farmi sve do motociklističke nesreće koja ga je prikovala za invalidska kolica. Majka Eileen (rođena Greensmith) bila je domar škole. 
O'Riordan je odgajana je u pobožnoj rimokatoličkoj obitelji, a njezina majka ju je nazvala prema Gospi od sedam žalosti. Odrasla je u susjednoj nadbiskupiji Cashel i Emly.
Vodila je sastav The Cranberries 13 godina sve do predaha koji je sastav uzeo 2003. godine i zatim nakon ponovna okupljanja 2009. godine. Tijekom predaha The Cranberriesa Dolores je ostvarila samostalnu karijeru. Bila je poznata po liltinškom mezosopranu,  naglašenoj uporabi jodlanja i snažnom naglasku iz Limericka. Bila je suditeljica na The Voice of Ireland sezone 2013./14. 2014. radila je na novom materijalu s triom  D.A.R.K. Živjela je u Buckhornu, Ontario, Kanada. Umrla je iznenada u Londonu gdje je došla na sesiju snimanja novog albuma Cranberriesa.
Pronađena je u sobi u hotelu Hilton Hotel na Park Lane u Mayfair 15 siječnja 2018. Ranije, oko 2 ujutro O'Riordan je telefonom razgovarala sa svojom majkom, a kasnije je pronađena u kupaonici bez svijesti i nije reagirala na podražaje.  Proglašena je mrtvom u 9:16 u dobi od 46.
Uzrok smrti je utapanje zbog intoksikacije alkoholom.

## Vanjske poveznice
- IMDb